# Norihito Kobayashi
Pour les articles homonymes, voir Kobayashi.
Norihito Kobayashi (小林 範仁, Kobayashi Norihito), né le 4 mai 1982 à Kita-Akita, est un coureur japonais du combiné nordique.

## Carrière
Norihito Kobayashi participe dès 2000 à ses premières manches de Coupe du monde puis remporte son seul titre individuel en 2001, lors du Gundersen des Championnats du monde junior disputés à Karpacz (Pologne). En 2002, il est sélectionné pour les Jeux olympiques d'hiver à Salt Lake City, prenant une dix-septième place au sprint. Par la suite, il réalise plusieurs top 10 en Coupe du monde avec deux quatrièmes places en sprint à Harrachov en 2006, puis à Seefeld en 2008. Lors des Mondiaux de Liberec en 2009, il permet aux Japonais en battant au sprint Tino Edelmann de remporter la médaille d'or du relais. À l'occasion de ses troisièmes Jeux olympiques, il obtient son meilleur résultat en individuel aux JO en se classant septième lors de l'individuel en petit tremplin + 10 km.

## Palmarès

### Jeux olympiques d'hiver
| Épreuve / Édition             | Salt Lake City 2002 | Turin 2006 | Vancouver 2010 |
| Sprint individuel K134/7,5 km | 17e                 |            |                |
| Sprint individuel K120/7,5 km |                     | 18e        |                |
| Gundersen K106/15,0 km        |                     | 16e        | 7e             |
| Gundersen K140/10 km          |                     |            | 27e            |
| Par équipes K134/4 × 5 km     |                     | 6e         | 6e             |

### Championnats du monde
| Épreuve / Édition                 | Épreuve / Édition                 | Lahti 2001 | Val di Fiemme 2003 | Sapporo 2007 | Liberec 2009 | Oslo 2011 |
| Sprint                            | K116/7,5 km                       | 33e        |                    |              |              |           |
| Sprint                            | K120/7,5 km                       |            | 43e                |              |              |           |
| Sprint                            | K134/7,5 km                       |            |                    | 25e          |              |           |
| Individuel Gundersen K100/15,0 km | Individuel Gundersen K100/15,0 km |            |                    | 26e          |              |           |
| Individuel K95/15 km              |                                   | 26e        |                    |              |              |           |
| Départ en Ligne                   | Départ en Ligne                   |            |                    |              | 17e          |           |
| Par équipes K95/4 × 5 km          | Par équipes K95/4 × 5 km          |            | 6e                 |              |              |           |
| Par équipes K134/4 × 5 km         | Par équipes K134/4 × 5 km         |            |                    | 8e           |              |           |
| Gundersen                         | PT                                |            |                    |              | 5e           | 35e       |
| Gundersen                         | GT                                |            |                    |              | 16e          |           |
| Par équipes                       | PT                                |            |                    |              |              | 6e        |
| Par équipes                       | GT                                |            |                    |              | Or           | 5e        |

GT : grand tremplin / PT : petit tremplin.

### Coupe du monde
- Meilleur classement général : 13e en 2008 avec 348 points.
- Meilleur résultat individuel : 4e.

 Dernière mise à jour le 1er avril 2010 

#### Différents classements en Coupe du monde
| Année     | Classement général final |
| 1999-2000 | 56e                      |
| 2000-2001 | 46e                      |
| 2005-2006 | 20e                      |
| 2006-2007 | 32e                      |
| 2007-2008 | 13e                      |
| 2008-2009 | 18e                      |
| 2009-2010 | 22e                      |
| 2010-2011 | 32e                      |